# Agenzia esecutiva europea per il clima, l'infrastruttura e l'ambiente
L'Agenzia esecutiva europea per il clima, l’infrastruttura e l’ambiente (CINEA) è l'agenzia esecutiva della Commissione europea che gestisce la decarbonizzazione e la crescita sostenibile. Ha sostituito l'Agenzia esecutiva per l'innovazione e le reti (INEA), che a sua volta era subentrata all'Agenzia esecutiva per la rete transeuropea di trasporto (Agenzia TEN-T) nel 2014. Istituita il 15 febbraio 2021 con un budget di 50 miliardi di euro per il periodo 2021-2027, è divenuta operativa il 1º aprile 2021 per attuare parti di alcuni programmi dell'UE. L'Agenzia avrà un ruolo chiave nel sostenere il Green Deal europeo, con l'obiettivo di creare sinergie per sostenere un'Europa sostenibile, connessa e decarbonizzata.

## Organizzazione
L'Agenzia esecutiva europea per il clima, le infrastrutture e l'ambiente (CINEA) ha iniziato ufficialmente le sue operazioni il 1º aprile 2021.
In quanto successore dell'Agenzia esecutiva per l'innovazione e le reti (INEA) e avendo assorbito programmi e personale dell'Agenzia esecutiva per le piccole e medie imprese (EASME), l'agenzia continua a gestire i progetti in corso, mentre le viene affidata la gestione di nuovi Programmi dell'UE del valore di oltre 50 miliardi di euro per il periodo 2021-2027 che realizzano le azioni necessarie per raggiungere la neutralità climatica in Europa entro il 2050:
- Fondo per l'innovazione
- Meccanismo per collegare l'Europa: settore Trasporti (compresa la mobilità militare e il contributo del Fondo di coesione) e settore Energia
- Orizzonte Europa, pilastro II, cluster 5: clima, energia e trasporti
- Programma LIFE: Natura e biodiversità; Economia circolare e qualità della vita; Mitigazione e adattamento ai cambiamenti climatici; Transizione all'energia pulita
- Meccanismo di finanziamento delle energie rinnovabili
- Servizio di prestito del settore pubblico, nell'ambito del meccanismo per una transizione giusta
- Fondo europeo per gli affari marittimi, la pesca e l'acquacoltura (gestione diretta) e contributi obbligatori alle organizzazioni regionali di gestione della pesca (ORGP) e ad altre organizzazioni internazionali

All'Agenzia esecutiva europea per il clima, le infrastrutture e l'ambiente è affidato un ambito di azione che le conferisce un chiaro mandato come agenzia per il clima e l'ambiente e un ruolo chiave nel sostenere il Green Deal europeo.

## Programmi
Per il Meccanismo per collegare l'Europa (CEF), che supporta lo sviluppo di infrastrutture in tutta Europa, la CINEA continuerà a gestire i settori Trasporti ed energia.
La CINEA continuerà inoltre a gestire l'attuazione del Fondo per l'innovazione, uno strumento di finanziamento a sostegno della visione strategica della Commissione europea di un'Europa climaticamente neutra entro il 2050.
Nell'ambito del programma Orizzonte Europa, la nuova agenzia attuerà il cluster Clima, Energia e Mobilità, aggiungendo così il clima al suo portafoglio esistente di Orizzonte 2020 per l'energia e i trasporti.
La CINEA amplierà ulteriormente la sua attenzione sui progetti ambientali, di conservazione della natura, di azione per il clima e per l'energia pulita, assumendo il controllo dell'attuazione del programma LIFE.
La nuova agenzia assumerà anche la gestione del Fondo europeo per gli affari marittimi, la pesca e l'acquacoltura (EMFAF), che mira a indirizzare meglio il sostegno pubblico alla politica comune della pesca, alla politica marittima dell'Unione e all'agenda dell'UE per la governance internazionale degli oceani.
L'agenzia gestirà anche due nuovi meccanismi che contribuiscono alle energie rinnovabili e alla neutralità climatica:
- il meccanismo di finanziamento delle energie rinnovabili sosterrà gli Stati membri nel collaborare più strettamente verso gli di energia rinnovabile individuali e collettivi;
- il pilastro del meccanismo di prestito per il settore pubblico del meccanismo per una transizione giusta è rivolto alle regioni più colpite dalla transizione verso la neutralità climatica.

Ad esempio, supporta il riscaldamento e il raffreddamento degli edifici con energie rinnovabili.
Alla responsabilità della CINEA, inoltre, è affidato anche uno dei grandi eventi organizzati dalla Commissione sull'energia verde: la Settimana europea dell'energia sostenibile, la piattaforma ideale per condividere idee e know-how e stringere alleanze per un'Unione dell'energia.
L'agenzia esecutiva sarà operativa tra il 2021 e il 2027 con oltre 500 dipendenti e un budget di oltre 52 miliardi di euro.